# Лейхтер, Фред
Фред А́ртур Ле́йхтер (англ. Fred Arthur Leuchter; род. 7 февраля 1943) — американский изобретатель, техник, разработчик оборудования для смертных казней, отрицатель Холокоста.

## Образование и карьера
Родился 7 февраля 1943 года в Молдене, штат Массачусетс, США, в семье начальника отдела транспорта в управлении исправительных учреждений штата Массачусетс. В 1964 году получил степень бакалавра искусств в области истории в Бостонском университете. Некоторое время занимался конструированием геодезических инструментов, изобретатель электронного секстанта (патенты США 1976 и 1982 годов). Позже получил известность как разработчик и наладчик оборудования для приведения в исполнение смертных приговоров в США: электрических стульев, систем для смертельных инъекций, виселиц, газовых камер для тюрем США. Бывший глава компании Fred Leuchter Associates, занимавшейся проектированием, постройкой, продажей, установкой и сервисным обслуживанием оборудования для казней.
Изначально Лейхтер называл себя инженером и специалистом по газовым камерам, однако впоследствии в интервью Washington Post признался, что инженером никогда не был и соответствующего образования не имеет. Его квалификация как специалиста по работе газовых камер не нашла подтверждения в ходе судебного расследования.

## Дело Эрнста Цюнделя и отрицание Холокоста
В начале 1988 года был нанят немецким неонацистом Эрнстом Цюнделем, находившимся под судом в Канаде по обвинению в публикации работ по отрицанию Холокоста, в качестве эксперта и свидетеля защиты. По заданию Цюнделя Лейхтер в феврале того же года отправился в Польшу вместе с женой Каролиной, видеооператором Юргеном Нейманом, художником Говардом Миллером и переводчиком с польского Тюдаром Рудольфом, чтобы удостовериться, действительно ли газовые камеры в Аушвице, Майданеке, Дахау, Хартгейме и других нацистских концентрационных лагерях использовались как орудия казни. В ходе исследования Лейхтер взял образцы покрытия стен, пола и потолков помещений газовых камер и образцы кирпичной кладки, не имея, однако, на это соответствующего разрешения.
После возвращения в Бостон Лейхтер передал собранный материал для исследования в химическую лабораторию. В ходе изучения образцов лаборатория обнаружила следовые количества цианида в крематориях, о чём Лейхтер писал следующее:
«Примечательно, что почти все образцы были отрицательными, а те немногие, что были положительными, были очень близки к пределу обнаружения (1 мг/кг); 6,7 мг/кг в Крематории III; 7,9 мг/кг в Крематории I. Отсутствие каких-либо последовательных показаний в любом из тестируемых мест по сравнению с контрольным образцом, имеющим концентрацию 1050 мг/кг, подтверждает данные о том, что это оборудование не является газовыми камерами для казней. Небольшие обнаруженные количества указывают на то, что это оборудование использовалось для дезинсекции с применением „Циклона Б“, как и все другие здания на всех этих объектах».
Сотрудник лаборатории Джеймс Рот, проводивший исследование проб, на суде свидетельствовал под присягой об их результатах. Позже в интервью Рот сказал, что цианид сформировал бы чрезвычайно тонкий слой на стенах, толщиной не более одной десятой толщины человеческого волоса. Лейхтер же взял образцы неопределённой толщины с использованием долота и молотка (что видно на видеоплёнке, снятой группой Лейхтера в Польше). Не будучи осведомлён о методике взятия проб, Рот измельчил все образцы, тем самым сильно разбавив содержащий цианид слой каждого образца со значительным количеством колотого кирпича. Химик приводит аналогию, что исследования были подобны «анализу краски на стене через анализ древесины».
Кроме того, Лейхтер проводил взятие проб спустя 50 лет после их последнего использования, что делает практически невозможным обнаружить какой-либо цианид вообще, хотя исследования, проведённые на вентиляционных решетках сразу после окончания войны, выявили содержание значительного количества яда. Перед тем, как покинуть лагерь, нацисты снесли здания крематориев и газовых камер, и объекты, которые исследовал Лейхтер, были частично реконструированы, о чём ему не было известно. Таким образом в своих образцах Лейхтер частично использовал кирпичи, изначально не находившиеся в стенах газовых камер и крематориев.
Лейхтер также утверждал, что относительно низкая концентрация цианида в его образцах из газовых камер по сравнению с образцами из «дезинфицирующих камер», в которых нацисты очищали одежду заключённых от вшей, и где использовался тот же самый газ, цианистый водород, исключала возможность их использования для уничтожения людей, так как, согласно докладу, предполагается, что для дезинсекции требуется более низкая концентрация газа, чем для уничтожения людей и других теплокровных существ. На самом деле, поскольку насекомые представляют собой более простые организмы с более медленным метаболизмом, они наоборот более устойчивы к таким сильнодействующим метаболическим ядам, как «Циклон Б», чем млекопитающие. Как токсикологические исследования, так и практический опыт показывают, что для уничтожения насекомых требуется гораздо более высокая концентрация цианида (16 000 частей на миллион), чем для уничтожения людей (300 частей на миллион), а также время воздействия, измеряемое многими часами, а не минутами. Лейхтер также не смог объяснить, на чём основывается его вера в то, что «Циклон Б» использовался только для дезинсекции, ввиду его убежденности в том, что продукт будет представлять технические трудности при вентиляции и дезактивации, что якобы делает его применение нецелесообразным для использования в газовой камере. Он также не смог объяснить, зачем для дезинсекции одежды нужны такие большие помещения.
Лейхтер также ошибочно полагал, что для проветривания помещения для дезинсекции «Циклоном Б» потребуется 20-30 часов: ввиду гораздо более низкой требуемой концентрации газа для вентиляции камеры достаточно всего 20-30 минут, поэтому используемые системы принудительной вентиляции будут более чем достаточными, чтобы газовые камеры могли работать без угрозы самим палачам.
В докладе Лейхтера также говорится о производительности крематориев, хотя он признал, что не имеет опыта в технологии кремации. При допросе в суде Лейхтер признал, что никогда не видел документа коменданта Ваффен СС для строительства крематориев, согласно которому построенные крематории имели суточную производительность в 4756 тел казнённых, что более чем в 30 раз превышало оценку Лейхтера (156 тел).
Так называемый «Отчёт Лейхтера» (I, II, III и IV), вобравший в себя результаты исследований, был опубликован в 1988 году в Канаде издательством Эрнста Цюнделя Samisdat Publishers. Он, а также несколько статей и видеофильмов, снятых во время экспедиции в Польшу, послужили основой для лекций Лейхтера на тему отрицания Холокоста.
Позже специалистами в области химии отчёт был назван псевдонаучным и опровергнут исследованиями краковского Института судебной экспертизы, который опубликовал подробное исследование цианидов, присутствующих в газовых камерах Освенцима и Биркенау. Исследование «подтвердило наличие производных цианида в различных развалинах газовых камер».

## Жизнь после суда
После суда над Цюнделем Фред Лейхтер выступал с лекциями на тему отрицания Холокоста, чем вызывал многочисленные протесты в Канаде и Массачусетсе. Несмотря на негативные репутационные последствия суда компания Лейхтера Fred Leuchter Associates продолжала работать до 1990 года, пока не было раскрыто отсутствие у Лейхтера технического образования
Штаты, ранее заключившие с Fred Leuchter Associates контракты на поставку инъекционной системы, отказались оплачивать ранее поставленные компоненты системы и ранее выполненные работы, и Лейхтеру было предъявлено обвинение. В это же время с Лейхетером разводится жена, а правительства штатов разрывают ранее заключённые контракты, руководствуясь отсутствием у Лейхтера соответствующей квалификации.
В ноябре 1991 года Лейхтер был арестован и депортирован из Соединённого Королевства.
В 1991 году Лейхтер столкнулся с обвинениями в разработке техники без лицензии, выданной Советом регистрации профессиональных инженеров и землеустроителей, который регулирует деятельность дипломированных инженеров, что является нарушением закона штата Массачусетс. В результате этих обвинений Лейхтер подписал соглашение с советом, в котором заявил, что он не был и никогда не был зарегистрирован в качестве профессионального инженера, несмотря на то, что он представлял себя одним из них. Суд назначил Лейхтеру наказание два года условно с условием прекратить распространение документов, в которых он представлялся инженером, и свой «Отчёт о газовых камерах» 1988 года.
В 1999 году американский кинорежиссёр-документалист Эррол Моррис посвятил жизни Фреда Лейхтера документальный фильм «Мистер Смерть».

## Публикации
- Fred A. Leuchter,The Leuchter Report: The First Forensic Examination of Auschwitz, With a Foreword by David Irving, London, Focal Point Publications, 1989 (ISBN 1-872197-00-0).
- Fred Leuchter & Robert Faurisson,The Second Leuchter Report, The Journal of Historical Review, Vol. 10, No.3 Fall, 1990.
- Fred Leuchter,The Third Leuchter Report: A Technical Report on the Execution Gas Chamber at Mississippi State Penitentiary Parchman, Mississippi, Toronto, Samisdat Publishers.
- Fred A. Leuchter Jr.,The Fourth Leuchter Report: An Engineering Evaluation of Jean-Claude Pressac’s BookAuschwitz: Technique and Operation of the Gas ChambersHamilton, Ontario, History Buff Books and Video.
- Fred A. Leuchter, Robert Faurisson, Germar Rudolf,The Leuchter Reports: Critical Edition, Chicago, Theses & Dissertations Press[англ.], 2005 (ISBN 1-59148-015-9).